# Jäxviken
Jäxviken är en bebyggelse vid södra stranden av Västra Ingsjön Marks kommun. Från 2020 avgränsar SCB här en småort.